# Phulpur Upazila
Phulpur Upazila är ett underdistrikt i Bangladesh. Det ligger i den centrala delen av landet, 140 km norr om huvudstaden Dhaka.
Trakten runt Phulpur Upazila består till största delen av jordbruksmark. Runt Phulpur Upazila är det mycket tätbefolkat, med 1 221 invånare per kvadratkilometer.